# Nikon D7100
Nikon D7100 – 24,1-megapikselowa lustrzanka cyfrowa zaprezentowana przez firmę Nikon w lutym 2013. Jest to następca sztandarowego modelu Nikon D7000 o formacie matrycy DX, mieszczącego się w klasyfikacji pomiędzy cyfrowymi lustrzankami amatorskimi i profesjonalnymi. Sugerowana cena korpusu D7100 w Stanach Zjednoczonych wynosi 949,95 USD.

## Funkcje
- światłoczuła matryca CMOS w formacie DX o efektywnej liczbie 24,1 mln pikseli, bez optycznego filtra dolnoprzepustowego[4],
- procesor obrazu Nikon EXPEED 3,
- moduł autofokusu Advanced Multi-CAM 3500DX z 51 punktami AF,
- 3D Color Matrix Metering II 2,016-pixel RGB sensor,
- tryb wideofilmowania w Full HD z autofokusem; do 1080p przy 24p, 25p i 50i, 30p i 60i, 720p przy 50p lub 60p kl./s. Procesor wideo Expeed H.264/MPEG-4 AVC. Wyjście ze wsparciem niekompresowanego wideo (clean HDMI),
- czułość ISO od 100 do 6400 (do 25600 w rozszerzeniu),
- 3,2-calowy, wyświetlacz TFT LCD z 1 228 800 punktami,
- centralne krzyżowe punkty ostrości wspierające autofocus z obiektywami o maksymalnej przysłonie ƒ/5.6,
- centralny krzyżowy punkt ostrości wspierający autofocus z obiektywami o maksymalnej przysłonie ƒ/8,
- matryca w formacie DX z  mnożnikiem ogniskowej 1.5x (dodatkowo dostępny tryb mnożnika 1.3x),
- wizjer z około 100% pokryciem kadru i powiększeniem 0.94x,
- interfejs GPS do bezpośredniego tagowania współrzędnych geograficznych poprzez moduł Nikon GP-1.

## Wydajność wideofilmowania
- Przy użytkowaniu D7100 w trybie wideofilmowania, aparat wyświetla wskaźniki audio w lewym górnym rogu ekranu LCD,
- D7100 nie umożliwia zmiany przysłony podczas filmowania,
- najdłuższy czas naświetlania przy wideofilmowaniu wynosi 1/25 s.

## Zalety i wady
Matryca lustrzanki D7100 posiada format DX, co skutkuje mnożnikiem ogniskowej o wartości 1.5x. Dodatkowo oprogramowanie umożliwia stosowanie dodatkowego mnożnika wynoszącego 1.3x. Wybór zwiększonego mnożnika umożliwia szybsze ustawianie ostrości w trybie wideo a także umożliwia tryby nagrywania wideo z przeplotem.